# Ciclone Fran
O ciclone tropical severo Fran foi o terceiro ciclone tropical em quatro semanas a impactar Vanuatu em 1992. Fran formou-se em 4 de março e intensificou-se gradualmente. Em 5 de março os ventos atingiram a força de vendaval e força de furacão alguns dias depois. O ciclone Fran chegou a terra (landfall) perto de Vanuatu o equivalente a um furacão poderoso de categoria 5 na escala de furacões de Saffir-Simpson. A tempestade enfraqueceu um pouco devido à interação com a terra, mas intensificou-se novamente depois de se afastar da terra. Fran enfraqueceu gradualmente ao longo dos dias seguintes em condições menos favoráveis. Enquanto isso, a tempestade passou ao norte da Nova Caledónia. Eventualmente, como um sistema de categoria 2 na escala australiana, Fran atingiu a costa de Queensland durante o dia 16 de março. O ciclone tropical severo Fran virou para o sudeste e finalmente voltou para o mar. O sistema dissipou-se no dia seguinte. Em Éfaté, mais de 130 casas perderam telhados. Ao longo de Queensland, dois rios sofreram grandes inundações, mas nenhuma morte foi atribuída a este ciclone. Os danos totais do sistema foi de AU$ 8–10 milhões ( AUD 1992). Danos moderados também foram relatados em Fiji. Na Nova Caledónia, a tempestade trouxe inundações e deslizamentos de terra.

## História meteorológica
Durante o dia 4 de março, enquanto o ciclone tropical severo Esau passava pela Nova Caledônia, uma área de convergência se aproximava da ilha francesa de Wallis. À medida que o sistema se movia para sudoeste em direção a Wallis, uma circulação se desenvolveu dentro dessa área de convergência e o Serviço Meteorológico de Fiji começou a monitorá-la como uma depressão tropical rasa. Ao longo do dia seguinte, o sistema desenvolveu-se lentamente e organizou-se ainda mais à medida que era dirigido para sul-sudoeste, entre as ilhas de Wallis e Futuna por uma forte crista de alta pressão de nível médio. Às 18:00 UTC de 5 de março, o FMS o nomeou Fran, depois que ele desenvolveu ventos fortes e se tornou um ciclone tropical de categoria 1 na escala de intensidade de ciclone tropical australiano. No dia seguinte, o Centro Naval de Meteorologia e Oceanografia do Pacífico deu início a consultas sobre o sistema e o designou como Ciclone Tropical 25P. No entanto, durante 7 de março, o Joint Typhoon Warning Center (JTWC) dos Estados Unidos assumiu a emissão de avisos sobre Fran do NPMOC, pois havia cruzado o meridiano 180 em sua área de responsabilidade.
Continuando a intensificar-se, Fran foi classificado como um ciclone tropical severo de categoria 3 pelo FMS durante 7 de março, quando passou por volta de 400 km (250 mi) ao norte de Suva, Fiji. Como o sistema continuou a intensificar-se e a mover-se para o sul-sudoeste, ele representou uma séria ameaça para as ilhas centrais de Vanuatu, incluindo Éfaté, Tanna, Aneytium, Futuna e Erromango.Predefinição:Vanuatu Tropical Cyclones Durante 8 de março, o FMS relatou que o sistema atingiu o pico com velocidades de vento sustentadas de 10 minutos de ventos de 205 km/h (127 mph), o que o tornou um ciclone tropical severo de categoria 5 na escala australiana. Durante aquele dia, o JTWC relatou que o sistema atingiu o pico com velocidades de vento sustentadas de 1 minuto de 260 km/h (160 mph), o que o tornou equivalente a um furacão de categoria 5 na escala de furacões de Saffir-Simpson. Após atingir o pico de intensidade, em 9 de março Fran continuou a mover-se para sul-sudoeste e passou entre as ilhas de Éfaté e Erromango.  O sistema emergiu no Mar de Coral mais tarde naquele dia e ameaçou a Nova Caledônia, pois começou a enfraquecer gradualmente como resultado de um aumento no cisalhamento do vento vertical. O sistema passou para o norte da Nova Caledónia como um ciclone tropical severo de categoria 4 por volta de 0000 UTC em 10 de março, antes de passar entre as Ilhas Loyalty de Belep e Surprise. Fran também atravessou 160 ° E e entrou na região australiana como um ciclone tropical severo de Categoria 3 durante 11 de março, onde o Australian Bureau of Meteorology (BoM) começou a emitir avisos sobre o sistema.
Ao longo dos próximos dias, Fran manteve a sua intensidade como um ciclone tropical severo de Categoria 3, enquanto diminuía a velocidade e se movia erraticamente em direção à costa de Queensland da Austrália. Durante 14 de março, o BoM relatou que Fran havia enfraquecido para um ciclone tropical de categoria 2, enquanto estava localizado a cerca de 435 km (270 mi) a noroeste de Yeppoon em Queensland. A essa altura, o sistema começou a mover-se para o sul e encontrou cisalhamento do vento vertical, de uma crista de nível médio de alta pressão para o sudoeste. Durante o dia seguinte, Fran atingiu o continente por volta das 17:00 UTC (04:00 AEST) na costa de Queensland, perto da cidade de 1770 como um ciclone tropical de categoria 2.  Depois de se mover sobre a terra, Fran degenerou em uma depressão tropical antes de recurvar para sudeste e voltar para o Mar de Coral em 16 de março. O sistema posteriormente interagiu com uma calha de nível médio de baixa pressão, o que fez com que se tornasse um ciclone extratropical. Isso levou o JTWC a emitir o seu aviso final sobre o sistema durante o dia 17 de março, quando foi localizado cerca de 400 km (250 mi) ao nordeste de Brisbane, Austrália. Os remanescentes extratropicais de Fran voltaram para a bacia do Pacífico Sul mais tarde naquele dia, onde foram monitorados pelo MetService da Nova Zelândia.  Os restos de Fran passaram pela Ilha Norfolk durante o dia 17 de março, antes de serem notados pela última vez durante o dia 21 de março, quando se fundiram com um vale de baixa pressão ao norte da Nova Zelândia.

## Efeitos
Os efeitos do ciclone tropical severo Fran foram sentidos em uma grande área do Pacífico Sul, pois afetou as nações insulares de Wallis e Futuna, Fiji, Vanuatu, Nova Caledônia e Queensland. No geral, foi responsável por cinco mortes e o nome Fran foi posteriormente retirado das listas de nomes de ciclones tropicais do Pacífico Sul.
O ciclone tropical Fran impactou as ilhas de Wallis e Futuna entre 5 e 8 de março, onde foram reportados danos a telhados, árvores, telefones e linhas de energia. Durante 5 de março precipitação total de 556.7 mm (21.92 in) e 525.0 mm (20.67 in) foram registadas em Hihifo e Mont Holo, enquanto uma rajada de vento de 112 km/h (70 mph) foi registado em Hihifo durante 6 de março. O sistema posteriormente passou para o norte de Fiji durante o dia de 7 de março, onde nenhuma avaliação formal dos danos ocorreu. No entanto, foi estimado pelo Escritório Nacional de Gerenciamento de Desastres de Fiji que Fran havia causado danos de menores a moderados.
Depois de afetar Fiji e Wallis e Futuna, Fran se tornou o quarto de cinco ciclones tropicais a impactar Vanuatu durante a temporada de 1991-92. Diante do impacto do sistema na nação insular entre 8 e 10 de março, vários avisos foram emitidos pelo Escritório Nacional de Gerenciamento de Desastres de Vanuatu, enquanto as pessoas eram instadas a ficar em casa, escolas fechadas, voos cancelados e centros de evacuação abertos. Durante 9 de março, o sistema passou cerca de 24 km (15 mi) ao norte de Erromango e cerca de 80 km (50 mi) ao sul da ilha de Efate como um ciclone tropical severo de categoria 5.  Estima-se que Erromango tenha experimentado ventos com força de furacão de 130 km/h (81 mph), enquanto a força de ventos de tempestade de 56 km/h (35 mph) e rajadas de vento de 146 km/h (91 mph) foram verificados no Aeroporto Internacional Bauerfield.  Os danos foram generalizados, mas variáveis em Efate, com os locais expostos ao sul e ao oeste de Fran mais atingidos, incluindo a aldeia de Pango localizada fora de Port Vila.  Os telhados de 130 casas foram destruídas e, como resultado, sofreram danos causados pela água, inclusive no complexo de edifícios parlamentares. Port Vila ficou sem eletricidade e água potável por vários dias, enquanto vários edifícios foram danificados.   As estradas foram bloqueadas e em Erromango foram relatados danos consideráveis às plantações, enquanto várias casas foram danificadas.  O Serviço Meteorológico de Vanuatu pensou que se Fran tivesse passado cerca de 32 km (20 mi) ao norte, então a situação teria sido bem pior.

### Nova Caledónia
Como Fran impactou Vanuatu, toda a Nova Caledônia foi colocada sob um pré-alerta, antes que o aviso de ciclone número 1 fosse emitido para o território francês em 9 de março. Esse aviso exigia que as escolas fechassem e aconselhava as pessoas a se abrigarem em ambientes fechados.
Na Nova Caledônia, ocorreram inundações e deslizamentos de terra. Ventos de 220 km/h (140 mph) foram medidos no Poum. A maior precipitação total foi de 237 mm (9.3 in) no Tango Dzumac. Um total de 150 caixas foram danificadas ou destruídas.

### Queensland
Durante 12 de março, um alerta de ciclone tropical foi emitido pelo BoM, para a costa de Queensland entre Bowen e Bundaberg, antes de ser atualizado para um alerta de ciclone tropical no dia seguinte.
As inundações afetaram o sul de Queensland e cerca de 17 casas foram abertas perto de Bundaberg.
Na Ilha Heron, uma pequena ilha na costa australiana, ventos de 45 mph (72 km/h) foram relatados, 60 mm (2.4 in) de chuva caiu em um dia, e uma maré de tempestade de 0.8 ft (0.24 m) foi estimado. Danos consideráveis às árvores foram relatados e muitos pássaros foram mortos, mas nenhum dano causado por edifícios foi relatado. Um Casuarina foi perdido durante o ciclone. Erosão significativa e perda de materiais foram relatadas. O ciclone continuou o processo de remoção de material fino do topo da ilha. Apesar da erosão significativa da praia, não houve acúmulo significativo de sedimentos no recife e, portanto, não houve impactos prejudiciais à flora e à fauna do recife de coral.
Na Austrália, as autoridades fecharam praias ao longo das costas do sol e do ouro. Além disso, os serviços de trem de Brisbane foram cancelados.
Em preparação para a tempestade, as autoridades fecharam as praias ao longo das costas do sol e do ouro. Além disso, os serviços de trem de Brisbane foram cancelados. Em Queensland, cidades costeiras foram inundadas, arrancando árvores e cortando a energia. Vários telhados foram arrancados das casas e algumas inundações foram relatadas. Ventos e inundações causaram danos menores à propriedade, mas consideráveis perdas de safras ao longo da costa foram relatadas, com os piores efeitos em Bundaberg. Um total de 40 casas foram reformadas em Bundaberg. Em Burnett Heads, 3 iates foram danificados. Ondas fortes causaram danos na Ilha Heron e erosão severa nas costas do ouro e do sol. No geral, 2.624 reivindicações de seguros foram feitas por causa de danos materiais. O dano total do sistema foi de 8–10 milhões (1992 AUD), enquanto as perdas de seguro foram estimadas em $ 2,5 milhões (1992 AUD).